# AEG G.II
AEG G.II (firemní značení GZ 2) byl německý dvoumotorový dvouplošný bombardér používaný během první světové války, vyvinutý z předchozího typu G.I.
Idflieg objednal šest kusů G.II poháněných dvěma motory Benz Bz.III o výkonu 150 k (112 kW) 1. dubna 1915. Po letových testech 15. května úřad ocenil velmi dobrou stoupavost a rychlost nového letounu i když s plnou výzbrojí již jeho výkony nebyly oslnivé. Na frontu se nový typ dostal v červnu 1915, vyzbrojen dvěma až čtyřmi kulomety byl nejprve používán jako doprovod nevyzbrojených průzkumných letounů. Nicméně v této roli se dvoumotorové stroje ukázaly jako příliš těžkopádné a tak v polovině roku 1916 Idflieg rozhodl o jejich využití pouze v roli bombardérů. Výroba typu G.II byla ukončena v květnu roku 1916, když se vyrobilo celkem 27 kusů.

## Specifikace

### Technické údaje
- Osádka: 2-3 (1 pilot, 1-2 střelci/bombometčíci)
- Rozpětí: 16,2 m
- Délka: 9,1 m
- Výška: 3,49 m
- Nosná plocha: 59 m²
- Hmotnost prázdného letounu: 1450 kg
- Maximální vzletová hmotnost : 2470 kg
- Pohonná jednotka: 2 × řadový motor Benz Bz.III
- Výkon pohonné jednotky: 150 k (112 kW)

### Výkony
- Maximální rychlost: 140 km/h
- Dostup: 3000 m
- Stoupavost: 90 m/min
- Dolet: 700 km

### Výzbroj
- 2–4x kulomet LMG 08/15 (Spandau) ráže 7,92 mm
- 200 kg bomb